# Élections législatives de 1962 dans le Cher
Les élections législatives françaises de 1962 se déroulent les 18 et 25 novembre 1962. Dans le département du Cher, trois députés sont à élire dans le cadre de trois circonscriptions.

## Élus
| Circonscription | Député sortant    | Parti | Parti | Député élu ou réélu | Parti | Parti   |
| --------------- | ----------------- | ----- | ----- | ------------------- | ----- | ------- |
| 1re             | Raymond Boisdé    |       | CNIP  | Raymond Boisdé      |       | RI      |
| 2e              | Jean Boinvilliers |       | UNR   | Jean Boinvilliers   |       | UNR-UDT |
| 3e              | Ferdinand Roques  |       | UNR   | Ferdinand Roques    |       | UNR-UDT |

## Résultats

### Résultats à l'échelle du département
| Parti          | Parti                                          | Premier tour | Premier tour | Second tour | Second tour | Sièges |
| Parti          | Parti                                          | Voix         | %            | Voix        | %           | Sièges |
| -------------- | ---------------------------------------------- | ------------ | ------------ | ----------- | ----------- | ------ |
|                | Union pour la nouvelle République (UDT)        | 41 936       | 35,25        | 55 081      | 42,87       | 2      |
|                | Républicains indépendants                      | 15 575       | 13,09        | 18 230      | 14,19       | 1      |
|                | Majorité présidentielle                        | 57 511       | 48,34        | 73 311      | 57,05       | 3      |
|                |                                                |              |              |             |             |        |
|                | Centre national des indépendants et paysans    | 3 479        | 2,92         | Retrait     | Retrait     | 0      |
|                | Centre démocratique                            | 3 479        | 2,92         |             |             | 0      |
|                |                                                |              |              |             |             |        |
|                | Parti communiste français                      | 40 866       | 34,35        | 55 181      | 42,95       | 0      |
|                | Parti radical                                  | 9 660        | 8,12         | Retrait     | Retrait     | 0      |
|                | Section française de l'Internationale ouvrière | 4 401        | 3,70         | Retrait     | Retrait     | 0      |
|                | Extrême droite                                 | 3 044        | 2,56         | Retrait     | Retrait     | 0      |
|                |                                                |              |              |             |             |        |
| Inscrits       | Inscrits                                       | 185 071      | 100,00       | 184 978     | 100,00      | 3      |
| Abstentions    | Abstentions                                    | 62 951       | 34,01        | 51 643      | 27,92       |        |
| Votants        | Votants                                        | 122 120      | 65,99        | 133 335     | 72,08       |        |
| Blancs et nuls | Blancs et nuls                                 | 3 159        | 2,59         | 4 843       | 3,63        |        |
| Exprimés       | Exprimés                                       | 118 961      | 97,41        | 128 492     | 96,37       |        |

### Résultats par circonscription

#### Première circonscription (Bourges)
| Candidat       | Candidat                     | Parti          | Premier tour | Premier tour | Second tour | Second tour |  |
| Candidat       | Candidat                     | Parti          | Voix         | %            | Voix        | %           |  |
| -------------- | ---------------------------- | -------------- | ------------ | ------------ | ----------- | ----------- |  |
|                | Raymond Boisdé sortant réélu | RI             | 15 575       | 38,62        | 18 230      | 40,93       |  |
|                | Henri Perrier                | PCF            | 13 127       | 32,55        | 15 284      | 34,31       |  |
|                | Basile Peides                | UNR-UDT        | 11 622       | 28,82        | 11 030      | 24,76       |  |
|                |                              |                |              |              |             |             |  |
| Inscrits       | Inscrits                     | Inscrits       | 61 897       | 100,00       | 61 883      | 100,00      |  |
| Abstentions    | Abstentions                  | Abstentions    | 20 473       | 33,08        | 16 535      | 26,72       |  |
| Votants        | Votants                      | Votants        | 41 424       | 66,92        | 45 348      | 73,28       |  |
| Blancs et nuls | Blancs et nuls               | Blancs et nuls | 1 100        | 2,66         | 804         | 1,77        |  |
| Exprimés       | Exprimés                     | Exprimés       | 40 324       | 97,34        | 44 544      | 98,23       |  |

#### Deuxième circonscription (Vierzon)
| Candidat       | Candidat                        | Parti          | Premier tour | Premier tour | Second tour | Second tour |  |
| Candidat       | Candidat                        | Parti          | Voix         | %            | Voix        | %           |  |
| -------------- | ------------------------------- | -------------- | ------------ | ------------ | ----------- | ----------- |  |
|                | Jean Boinvilliers sortant réélu | UNR-UDT        | 17 025       | 40,55        | 23 700      | 52,31       |  |
|                | Marcel Cherrier                 | PCF            | 15 767       | 37,55        | 21 606      | 47,69       |  |
|                | Maurice Caron                   | SFIO           | 4 401        | 10,48        | Retrait     | Retrait     |  |
|                | Émile Nihou                     | Extrême droite | 3 044        | 7,25         | Retrait     | Retrait     |  |
|                | Jean Vacher-Desvernais          | Radsoc         | 1 752        | 4,17         |             |             |  |
|                |                                 |                |              |              |             |             |  |
| Inscrits       | Inscrits                        | Inscrits       | 63 654       | 100,00       | 63 619      | 100,00      |  |
| Abstentions    | Abstentions                     | Abstentions    | 20 587       | 32,34        | 16 350      | 25,7        |  |
| Votants        | Votants                         | Votants        | 43 067       | 67,66        | 47 269      | 74,3        |  |
| Blancs et nuls | Blancs et nuls                  | Blancs et nuls | 1 078        | 2,5          | 1 963       | 4,15        |  |
| Exprimés       | Exprimés                        | Exprimés       | 41 989       | 97,5         | 45 306      | 95,85       |  |

#### Troisième circonscription (Saint-Amand-Montrond)
| Candidat       | Candidat                       | Parti          | Premier tour | Premier tour | Second tour | Second tour |  |
| Candidat       | Candidat                       | Parti          | Voix         | %            | Voix        | %           |  |
| -------------- | ------------------------------ | -------------- | ------------ | ------------ | ----------- | ----------- |  |
|                | Ferdinand Roques sortant réélu | UNR-UDT        | 13 289       | 36,26        | 20 351      | 52,67       |  |
|                | René Mariat                    | PCF            | 11 972       | 26,1         | 18 291      | 47,33       |  |
|                | Jean-Marie Duron               | Radsoc         | 7 908        | 21,58        | Retrait     | Retrait     |  |
|                | Raymond Lainé                  | CNIP           | 3 479        | 9,49         | Retrait     | Retrait     |  |
|                |                                |                |              |              |             |             |  |
| Inscrits       | Inscrits                       | Inscrits       | 59 520       | 100,00       | 59 476      | 100,00      |  |
| Abstentions    | Abstentions                    | Abstentions    | 21 891       | 36,78        | 18 758      | 31,54       |  |
| Votants        | Votants                        | Votants        | 37 629       | 63,22        | 40 718      | 68,46       |  |
| Blancs et nuls | Blancs et nuls                 | Blancs et nuls | 981          | 2,61         | 2 076       | 5,1         |  |
| Exprimés       | Exprimés                       | Exprimés       | 36 648       | 97,39        | 38 642      | 94,9        |  |